# 가고파 (1967년 영화)
"가고파"는 1967년에 개봉한 대한민국의 영화이다.

## 캐스팅
- 신성일 : 백성빈 역
- 고은아 : 고정숙 역
- 남정임 : 애리 역
- 김성옥 : 하민우 역
- 이낙훈 : 태섭 역
- 강계식 : 아버지 역
- 김신재
- 염석주 : 하성룡 역
- 유계선
- 김칠성
- 김정옥
- 김기범
- 서기량
- 이향
- 김도희
- 최창호
- 임해림
- 이계숙
- 양일민
- 김광일
- 최병철
- 차길
- 배수천
- 최재호
- 최일
- 김청산
- 김지영
- 박일
- 장훈